# صدازدن
صدازدن یکی از رسوم سنتی افغان‌ها است.
بر طبق رسم مرسوم در جامعهٔ افغانستان معمولاً پیشنهاد ازدواج توسط پسر طی مراسم خواستگاری انجام می‌شود. اگر دختری از پسری بخواهد که با وی ازدواج کند به این کار صدازدن گفته می‌شود. وقتی یک دختر پسری را صدا بزند بر پسر واجب است که با او ازدواج کند. پیشنهاد ازدواج توسط دختر به معنای پذیرش تمام شرایط پسر می‌باشد. معمولاً سر باز زدن پسر از ازدواج عملی مذموم و ناجوانمردانه به حساب می‌آید.

## جستارها مرتبط
- سپندارمذگان